# Wertpapierrecht
Das Wertpapierrecht ist ein Rechtsgebiet des Privatrechts. Im weiteren Sinn erfasst es die privatrechtlichen Regelungen über Wertpapiere. Im engeren Sinn beschäftigt es sich mit den Regeln über Entstehung, Ausübung und Übertragung von Wertpapieren.
Vorschriften, die sich auf den Handel mit und die Verwahrung von Wertpapieren beziehen sind Gegenstand des Kapitalmarktrechts.
Wertpapierrecht ist derjenige Teil der Privatrechtsordnung, der sich mit Wertpapieren befasst, also Urkunden, die private Vermögensrechte verbriefen. Die Rechtsquellen für das Wertpapierrecht ergeben sich aus Gesetzen, wie dem BGB, HGB sowie Spezialgesetzen wie Aktiengesetz (AktG), Kapitalanlagegesetzbuch (KAGB), Scheckgesetz (SchG) oder Wechselgesetz (WG).
Gegenstand des Wertpapierrechts sind Wertpapiere, die sich unter anderem hinsichtlich ihrer Übertragbarkeit und Verkehrsfähigkeit einteilen lassen in Inhaberpapiere, Orderpapiere und Namenspapiere. Der Gesetzgeber hat sich entschieden, die Inhaberpapiere wie bewegliche Sachen zu behandeln, so dass sie durch dingliche Einigung und Übergabe übertragen werden können. Ihr Gutglaubensschutz ist sogar noch weitgehender als bei den beweglichen Sachen. Orderpapiere bedürfen zu ihrer Übereignung zusätzlich eines Indossaments, Namenspapiere einer Zession.

## Bedeutung
Wertpapiere sind weltweit das wichtigste Handelsobjekt auf Finanzmärkten, an Wertpapierbörsen sogar das ausschließliche. Das Funktionieren von Marktwirtschaften ist ohne Wertpapiere undenkbar. Je nach Zuordnung zu den Teilmärkten der Finanzmärkte unterscheidet man Kapitalmarktpapiere (Aktien, Anleihen, Investmentzertifikate), Geldmarktpapiere (Einlagenzertifikate, Commercial Paper), Wertpapiere des Kreditmarkts (Kreditbriefe) und auch die Warenbegleitpapiere des Gütermarkts (Konnossement, Ladeschein und Lagerschein).

## Inhalt
In diesem Zusammenhang umfasst das Wertpapierrecht insbesondere die Gesamtheit der Rechtsnormen, mit denen die Verbriefung von Rechten und die jeweils damit einhergehenden Wertpapierfunktionen (insbesondere Transport-, Legitimations- und Liberationsfunktion) geregelt werden. Das Wertpapierrecht befasst sich mit der Entstehung der Wertpapiere durch Begebungsvertrag zwischen dem Aussteller und dem ersten Rechtsinhaber der Urkunde. Durch die zivilrechtliche Verbriefung und den jeweiligen Grad der damit verbundenen Wertpapierfunktionen wird der rechtlich weitgehend risikolose Rechtsverkehr mit Wertpapieren, vor allem die erleichterte Übertragbarkeit von Rechten wie Forderungs-, Mitgliedschafts- oder Miteigentumsrechte (z. B. Wechsel, Scheck, Anleihen, Aktien, Investmentanteile usw.) ermöglicht. Dabei regelt das Wertpapierrecht die Übertragbarkeit, deren grundsätzlich geringes Rechtsrisiko zu unterscheiden ist vom jeweiligen wirtschaftlichen Risikoprofil und Finanzrisiko eines Wertpapiers. Durch die Verbriefung einer Vielzahl gleichartig ausgestatteter Wertpapiere (vertretbare, fungible Wertpapiere) und die Konzentration aller Wertpapierfunktionen sind Wertpapiere des Kapitalmarktes besonders effektiv handelbar (Effekten). Regulatorische Bestimmungen, die Rahmenbedingungen für den Wertpapierhandel und die Wertpapierverwahrung enthalten (z. B. börsenrechtliche Bestimmungen wie Zulassungsbestimmungen, Insiderregeln, Transparenzgebote, Market-Maker-Regelungen oder das Depotgesetz), sind wiederum weitgehend öffentlich-rechtlicher Natur.
Daneben finden sich weitere auf Wertpapiere bezogene Einzelnormen in einer Vielzahl von Rechtsgebieten (so z. B. im Steuerrecht, Strafrecht, Insolvenzrecht, Exekutionsrecht, Familienrecht, Solvabilitätsrecht oder Bilanzrecht). Im EU-Recht wurden zur Verwirklichung des Binnenmarktes weite Teile des Wertpapierrechtes harmonisiert (z. B. Transparenz-Richtlinie: Verordnung (EG) Nr. 109/2004 (PDF), Richtlinie 2003/71/EG (Prospektrichtlinie), OGAW-Richtlinie und Marktmissbrauchsrichtlinie).

## Dematerialisierung
Als Dematerialisierung wird in der Wirtschaft und im Wertpapierrecht der Trend von der klassischen Papierform eines Trägermediums zu digitalen Daten bezeichnet. Beispiele sind die Einführung von Kryptowährungen oder die Einführung von elektronischen Wertpapieren anstelle von Wertpapierurkunden. Bei allen wird die Papierform als Trägermedium für Finanzinstrumente abgelöst (dematerialisiert) durch digitale Formen. Das Gesetz über elektronische Wertpapiere (eWpG) vom Juni 2021 ermöglicht den Wertpapierhandel mit völlig urkundenlosen Finanzinstrumenten (auch ohne Globalurkunden), indem es deren Übergabe durch Eintragung im Wertpapierregister nach § 4 Abs. 4 eWpG ersetzt.